# Saint-Raphaël (Var)

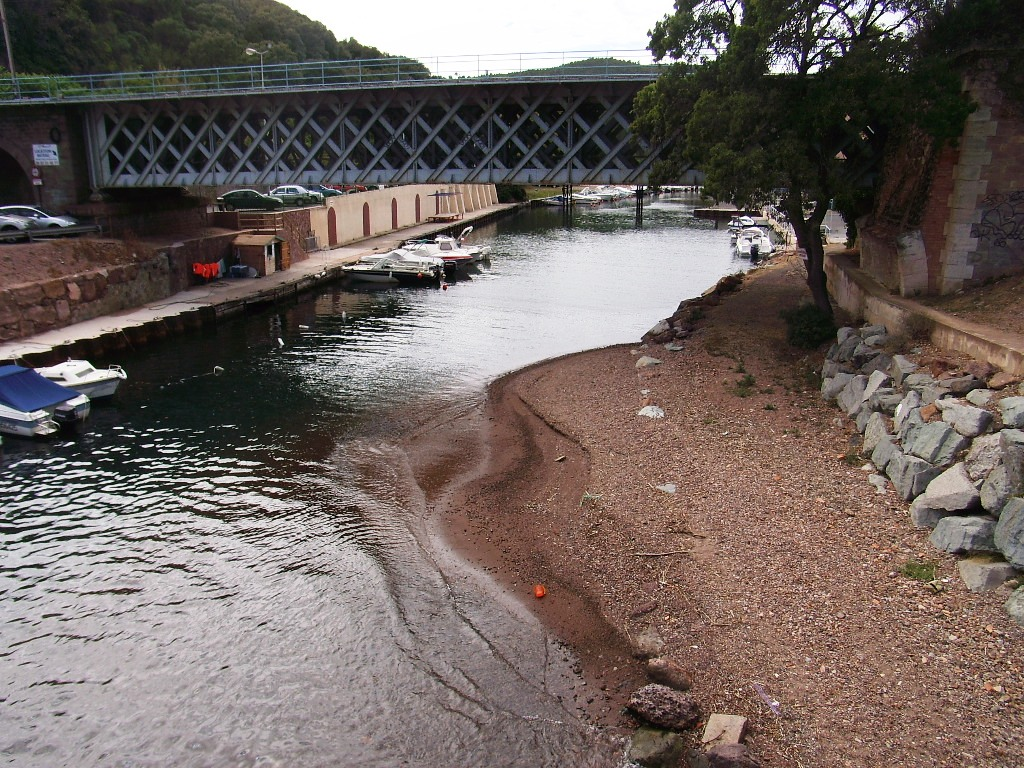
Rivière l'Agay

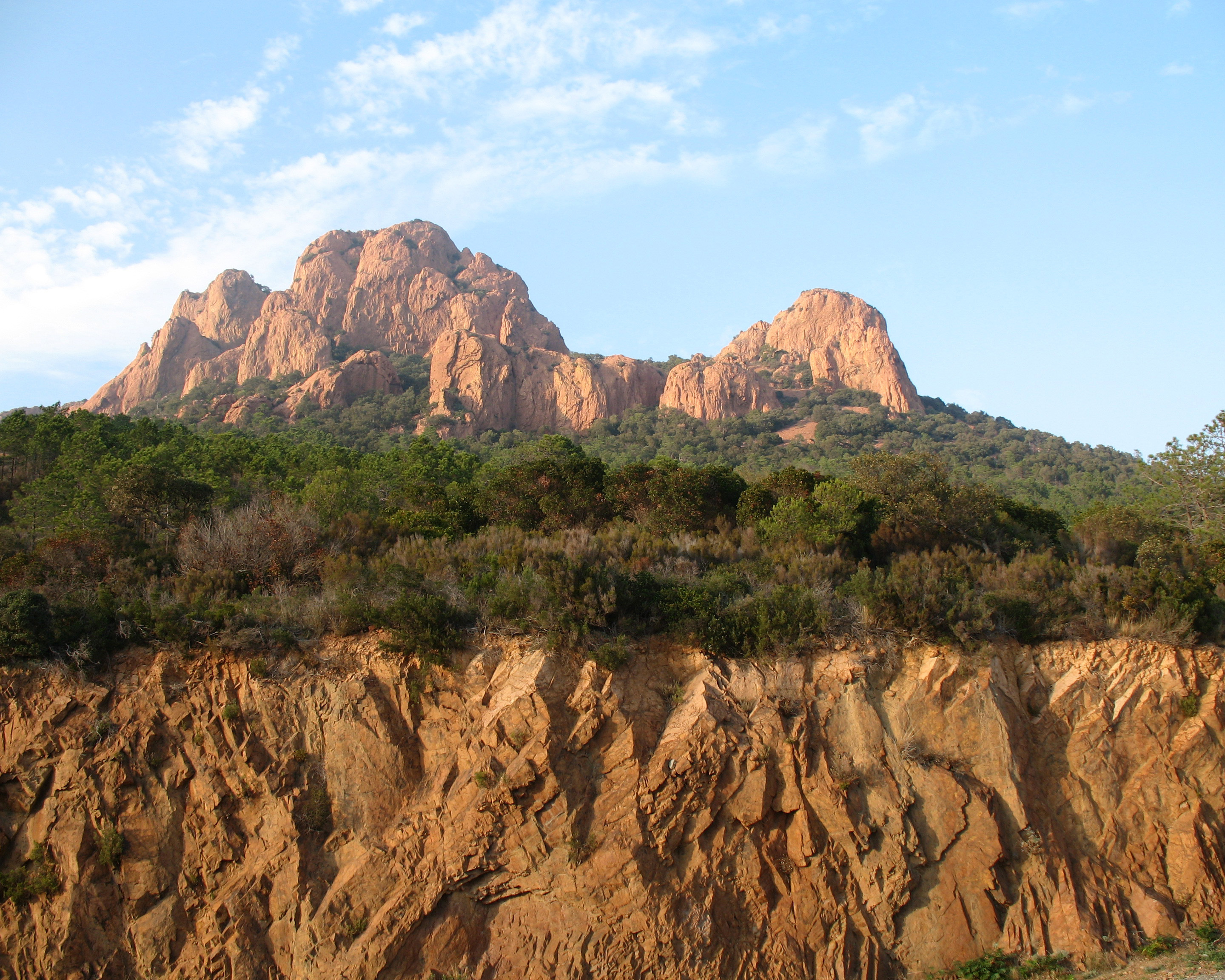
Massif de l'Esterel
Côte d'Azur

Saint-Raphaël é uma comunidade francesa localizada a 684 km  a sudeste de Paris,fica no departamento de Var, na região Provence-Alpes-Côte d'Azur.

Brasão de armas de Saint-Raphaël (Var).

A cidade é uma estância balneária e climática da Riviera francesa (Côte d'Azur)..